# السلطة القضائية العراقية
القضاء العراقي يتألف من محكمتين عليا؛ هما: محكمة القانون العادي ومحكمة القانون الدستوري. يقدم مجلس الدولة المشورة القانونية للسلطتين التنفيذية والتشريعية. توجد عدة محاكم دنيا على مستوى المحافظات في كل محافظة. تشمل الهيئات القضائية الأخرى دائرة الادعاء العام وهيئة الرقابة القضائية. يدير مجلس القضاء الأعلى شؤون القضاء، ويتولى المعهد القضائي مسؤولية تدريب القضاة العراقيين.:المادة 89
خضع النظام القضائي في العراق لتعديلات بعد غزو العراق عام 2003 م وما تلاه من فدرالية (اتحادية). ومع ذلك، منذ عام 2017 م، بدأ اتجاهٌ نحو التراجع المنهجي عن التغييرات التي طرأت بعد عام 2003 م، لصالح المركزية.

## المجلس الأعلى للقضاء
يتولى المجلس الأعلى للقضاء إدارة شؤون القضاء الاتحادي والإشراف عليها.:المادة 91وتشرف على شؤون اللجان القضائية المختلفة،:المادة 90 يرشح رئيس القضاء وأعضاء محكمة النقض، ورئيس النيابة العامة، ورئيس هيئة الرقابة القضائية، والمحاكم الأدنى، ويضع مشروع ميزانية القضاء.:المادة 91وفي عام 2013 م، أقر مجلس النواب قانون المحكمة الاتحادية العراقية، الذي يحظر على رئيس المحكمة العليا أن يكون رئيسًا لمجلس القضاء، واستبدله برئيس محكمة التمييز.

## المحاكم العليا

### محكمة النقض
وفقًا لقانون السلطة القضائية لعام 1963 م، تُعدّ محكمة التمييز أعلى محكمة في العراق ضمن نطاق القانون العادي؛ وهي المحكمة العليا لجميع المحاكم المدنية. مقرها بغداد، وتتألف من رئيس، وعدد كافٍ من نواب الرئيس، وقضاة دائمين، لا يقل عددهم عن خمسة عشر قاضيًا دائمًا، وقضاة منتدبين أو مقررين حسب الحاجة.

### المحكمة العليا (الدستورية)
المحكمة العليا هيئة قضائية مستقلة، تختص حصريًا بتفسير الدستور والبت في دستورية القوانين واللوائح. وهي بذلك المحكمة الدستورية العليا في العراق، والمحكمة العليا في مسائل القانون الدستوري، وأحكامها في هذا الشأن ملزمة وغير قابلة للطعن. كما تفصل في النزاعات بين الحكومة الاتحادية والأقاليم والمحافظات والبلديات والإدارات المحلية، وتفصل في الاتهامات الموجهة إلى رئيس الجمهورية ورئيس الوزراء والوزراء. كما تصادق على النتائج النهائية للانتخابات العامة لمجلس النواب.:المادة 93 في تشرين الثاني 2022 م، وصف رئيس المجلس الأعلى للقضاء، رئيس المحكمة العليا الأستاذ فائق زيدان، اسم "المحكمة الاتحادية العليا" بأنه تسمية خاطئة، واقترح تغيير الاسم إلى "المحكمة الدستورية" بما يتناسب مع صلاحياتها.

## مجلس الدولة
يتولى مجلس الدولة تقديم المشورة القانونية للسلطتين التشريعية والتنفيذية. ويرأسه حاليًا كريم خميس خصب. وقد استُقل عن وزارة العدل عام 2017 م.

## المحاكم الأدنى

### محاكم الاستئناف
محاكم الاستئناف هي أعلى سلطة قضائية على مستوى المحافظات، ويوجد محكمة واحدة على الأقل في كل محافظة. وتنظر هذه المحاكم في الطعون الجنائية. ويُعيّن مجلس القضاء الأعلى رؤساء محاكم الاستئناف بناءً على التدرج الوظيفي وسنوات الخدمة.

### المحكمة الجنائية المركزية
المحكمة الجنائية المركزية هي المحكمة الجنائية الرئيسة في العراق، وتعتمد نظامًا تحقيقيًا، وتتألف من دائرتين: محكمة تحقيقية ومحكمة جنائية. ومقرها بغداد.

### المحاكم الجنائية
تنظر المحاكم الجنائية في الجرائم التي تزيد عقوبتها على السجن خمس سنوات، وتخضع قراراتها لمراجعة محكمة النقض. ويوجد محكمة واحدة على الأقل في كل محافظة.

### محاكم الجنح
تختص محاكم الجنح بالجرائم التي تتراوح عقوبتها بين ثلاثة أشهر وخمس سنوات سجنًا، وتكون قراراتها قابلة للاستئناف لدى محكمة الاستئناف المحلية. ويوجد العديد من هذه المحاكم في كل محافظة.

### محاكم التحقيق
المحاكم التحقيقية، المعروفة أيضًا بمحاكم التحقيق، تتولى النظر في جميع الجنايات التي تتجاوز عقوبتها خمس سنوات سجنًا، إضافة إلى الجنح التي تصل عقوبتها القصوى إلى خمس سنوات، بما في ذلك المخالفات الأقل خطورة التي تتراوح عقوبتها بين 24 ساعة وثلاثة أشهر حبسًا. وغالبًا ما تنظر هذه المحاكم في القضايا المُحالة إليها من قبل الشرطة. وتتألف كل محكمة من قاضٍ واحد يعاونه عضو من النيابة العامة. وتوجد عدة محاكم من هذا النوع في كل محافظة.

## هيئة الرقابة القضائية
تراقب الهيئة السلوك القضائي للمحاكم، وتحقق في قضايا الفساد المتعلقة بالقضاة وموظفي المحاكم العراقية. رئيسها الحالي هو ليث جابر حمزة.

## النيابة العامة
تُعنى الدائرة بمتابعة القرارات الصادرة عن القضاة، وتمثيل المصلحة العامة. رئيس النيابة العامة الحالي هو نجم عبد الله أحمد.

## المعاهد

### المعهد القضائي
المعهد القضائي، ومقره بغداد، هو معهد مسؤول عن تدريب قضاة العراق ومنح شهادات الدبلوم العالي في العلوم القضائية. عميدته الحالية هي فاتن محسن هادي. وحتى عام 2017 م، كان المعهد القضائي تابعًا لوزارة العدل.

### معهد التطوير القضائي
يقدم معهد التطوير القضائي التدريب والمشورة من خلال ورش عمل وبرامج تهدف إلى تطوير المهارات المهنية للقضاة. مديره الحالي هو حسن علي عبد الهادي.

## المحاكم الخاصة

### المحكمة الجنائية العراقية العليا
المحكمة الجنائية العراقية العليا (المعروفة سابقًا باسم المحكمة العراقية الخاصة) هي هيئة أُنشئت لمحاكمة المواطنين العراقيين أو المقيمين المتهمين بارتكاب جرائم إبادة جماعية، وجرائم ضد الإنسانية، وجرائم حرب، أو غيرها من الجرائم الخطيرة المرتكبة بين عامي 1968 و2003 م. وقد نظَّمت محاكمات صدام حسين، وعلي حسن المجيد ("علي الكيماوي")، ونائب الرئيس السابق طه ياسين رمضان، ونائب رئيس الوزراء السابق طارق عزيز، وغيرهم من كبار المسؤولين السابقين في النظام البعثي المخلوع. وقد أُنشئت المحكمة من سلطة الائتلاف المؤقتة، وأعادت الحكومة العراقية المؤقتة تأكيدها لاحقًا. وفي عام 2005 م، أُعيدت تسميتها بعد أن حظر الدستور " المحاكم الخاصة أو الاستثنائية".

## روابط خارجية
- مجلس القضاء الأعلى العراقي نسخة محفوظة 2014-06-20 على موقع واي باك مشين.